# Canhoto
De Canhoto (uit het Portugees: "Linkshandig") is een rivier in de Braziliaanse deelstaat Pernambuco. Het is de belangrijkste zijrivier van de Mundaú. Op haar beurt heeft de Canhoto als belangrijkste zijrivier de Inhaúma.
In de bedding van de Canhoto wordt zand gewonnen.
De Canhoto stroomt door de volgende gemeenten:
- Capoeiras
- Jucati
- Jupi
- Calçado
- Lajedo
- Jurema
- Angelim
- São João
- Garanhuns
- Caetés